# Кисун
Кисун (Ки́шун, Кишунок, Кыш-ыоно, Кишуна) — река на полуострове Камчатка в России. Исток реки — восточнее горы Кисун (132 м.), высшей точки холмистой гряды, отделяющей долину Кисуна с юга от долины реки Саичик. Долина плоская, заболоченная, с прямолинейным продольным профилем уклона. В поперечном имеет асимметричную форму, с коротким и возвышенным правым бортом и низким заболоченным левым, который дренируют многочисленные ручьи.
Длина реки — 75 км. Площадь водосборного бассейна — 343 км². Протекает по территории Тигильского района Камчатского края, впадает в Охотское море. Сильно меандрирует на всем протяжении. В нижнем течении из-за подпора устья Охотским морем течение отсутствует, вода зачастую стоит в уровень с заболоченной низкой поймой, образуя мелкий пресноводный лиман.
Гидроним вероятно имеет ительменское происхождение, но аборигенное название установить невозможно: в описаниях путешественников XIX века зафиксированы варианты «Кишун» (К. Дитмар), «Кишунок, Кыш-ыоно» (В. Н. Тюшов). В нижнем течении реки исследованы стоянки неолита Кисун-1 и Кисун-2, также на правом борту долины в нижнем течении сохранились развалины базы геологов у разведочной нефтяной скважины.

## Данные водного реестра
По данным государственного водного реестра России относится к Анадыро-Колымскому бассейновому округу. Код объекта в государственном водном реестре — 19080000212120000030591